# Otto Adolf Brasse
Otto Adolf Brasse (* 8. März 1901 in Stettin; † 8. Mai 1988 in Berlin) war ein deutscher Maler, Grafiker und Buchillustrator.

## Leben
Geboren wurde Brasse als Sohn des Bankdirektors Karl Bernhard Brasse. Er wuchs in Elbing auf, wo er das humanistische Gymnasium besuchte.
Von 1920 bis 1925 studierte er an der Kunstakademie Königsberg und in Berlin. In Königsberg lernte er Alice Forstmann (Ali Fo) kennen, die er 1928 heiratete.
Ab 1926/27 hatte Brasse erste Ausstellungen in Königsberg und Stettin. Darüber hinaus war er freier Illustrator bei den Verlagen Ullstein und Scherl.
Ab 1928 lebte das Künstlerpaar bis auf kriegsbedingte Unterbrechungen in einer Atelier-Wohnung in Berlin. Brasse verdiente seinen Unterhalt durch Jugendbuchillustrationen für Union Verlag Stuttgart, Gundert Verlag Stuttgart, Meisenberg Verlag Bamberg. 1934 hatte er eine Ausstellung mit Aquarellen bei Gurlitt, Berlin. Brasse arbeitete außerdem für die Evangelische Verlagsanstalt.
1943 verloren er und seine Frau bei einem Bombenangriff auf Berlin alle bisherigen Arbeiten. 1944 ging auch der letzte Rest seiner Arbeiten im Gundert Verlag Stuttgart durch Bomben verloren.
1945 fing Brasse noch einmal von vorne an. Er beteiligte sich an Ausstellungen und beschickte Einzelausstellungen mit Ölbildern und Holzschnitten. Von 1946 bis 1980 war er, wie auch seine Frau, Mitglied im Berufsverband Bildender Künstler Berlin. Beide Künstler pflegten engen Austausch mit dem Künstlerehepaar Gisela Lehner und Hubertus Lehner.
Brasse unternahm Reisen nach Lettland, Litauen, Paris, Italien, Griechenland, Jugoslawien und in die Schweiz.
Von 1967 bis zur Pensionierung 1983 arbeitete er zusammen mit seiner Frau im Brücke-Museum Berlin. Seitdem war das Paar wieder freischaffend tätig.
Am 8. Mai 1988 starb Otto Adolf Brasse in Berlin.

## Werk
Brasse wurde hauptsächlich als Grafiker bekannt, mit Holz- und Linolschnitten, Buchillustrationen und Zeichnungen. Er malte aber auch Ölbilder, vornehmlich Landschaften. Besonders hervorzuheben ist sein Zyklus von 12 Linolschnitten aus dem Jahr 1950: "Finis Germaniae". Die Blätter erzählen die Geschichte jener Tage und zeigen in dramatischer Abfolge Lebensstationen aus den Jahren 1945/46 mit jungen Menschen in einer Landschaft voller Grabkreuzen, Kriegsversehrten, Flüchtlingen, Heimkehrer in Trümmern usw.
Der Illustrator Brasse war auch in Buchausstellungen vertreten, etwa mit einem Zyklus von 110 Zeichnungen zu E.T.A. Hoffmann.